# Cappella Gedanensis
Cappella Gedanensis – gdański zespół wokalno-instrumentalny. Rozpoczął działalność artystyczną w 1981 roku, a w 1992 roku otrzymał status instytucji kultury. Dyrektorem naczelnym jest Marek Więcławek.

## Charakterystyka
Nawiązuje do bogatej twórczości muzycznej dawnego Gdańska, kontynuując tradycje Kapeli Rajców Miejskich, założonej w XVI wieku. Wykonuje opracowane i wydane drukiem arcydzieła muzyki gdańskiej.
W dorobku repertuarowym zespołu znajdują się dzieła kompozytorów gdańskich: F. de Rivulo, P. Sieferta, C. Förstera, C. Büthnera, Ch. Wernera, N. Zangiusa, J.V. Medera, T.A. Volckmara, M.D. Freisslicha, J.B.Ch. Freisslicha oraz J.Th. Roemhildta.
Poza repertuarem gdańskim zespół wykonuje również wielkie dzieła oratoryjno-kantatowe: G.F. Händla, J.S. Bacha, A. Vivaldiego, G.B. Pergolesiego, W.A. Mozarta, F. Schuberta, J. Hydna. Część tego bogatego dorobku artystycznego została wydana na płytach analogowych i kompaktowych (34 CD).
Zespół ma w swym dorobku dwie platynowe płyty: Pory roku Antonia Vivaldiego (2000) oraz kolędy Nowy Rok u Ojca Świętego (2002). Płyta z nagraniem Stabat Mater L. Boccheriniego z udziałem A. Tomaszewskiej została nominowana do NAGRODY FRYDERYK 2008.
Cappella koncertuje niemal na całym świecie – w USA, Chinach, Izraelu oraz większości państw europejskich. Uczestniczy w licznych festiwalach międzynarodowych, m.in. zespół bierze udział w Festiwalu Radiowym WDR w Herne i Schwabisch Gmünd (Spalt, Niemcy), Festiwalu Muzyki Sakralnej w Abu Gosh (Izrael), Wratislavia Cantans, Festiwalu Muzyki Dawnej (Bruksela), Festiwalu Muzyki Barokowej (Niemcy, Litwa, Polska), Royal Music Festiwal (Sztokholm), Festiwalu Chóralnym (Brema).
Zespół miał zaszczyt występować także przed Ojcem Świętym Janem Pawłem II oraz uczestniczyć w znaczących wydarzeniach historycznych z udziałem prezydentów i monarchów Europy.
Cappella Gedanensis prezentuje szeroki zakres działalności, m.in. prowadzi audycje szkolne, promuje młodych muzyków. Współpracuje także z artystami, takimi jak: Gail Gilmore, Mirel Iancovici, Wanda Wiłkomirska, Konstanty Andrzej Kulka, Roman Jabłoński, Takashi Yamamoto (laureat III nagrody Międzynarodowego Konkursu Pianistycznego im. F. Chopina w Warszawie 2005), Wadim Brodski, Konstanty Wileński, Bożena Harasimowicz, Łukasz Długosz (laureat Konkursu ARD w Monachium), Anatoly Kogan, Monika Czalej-Pujol, Magdalena Gruszczyńska, Monika Cybulska czy Joanna Mądroszkiewicz.
Zespół realizuje wspólne projekty z Reinhardem Goebelem (Musica Antiqua Köln), Kwintetem Filharmoników Berlińskich, Triem Sigiswalda Kuijkena oraz z Zespołem Capilla Flamenca.
Cappella Gedanensis występuje okazjonalnie ze znakomitymi dyrygentami: Tadeuszem Wojciechowskim, Tadeuszem Wicherkiem, Michałem Dworzyńskim, Kaiem Bumannem, Wolfgangiem Helbichem i Miguelem Ortegą.

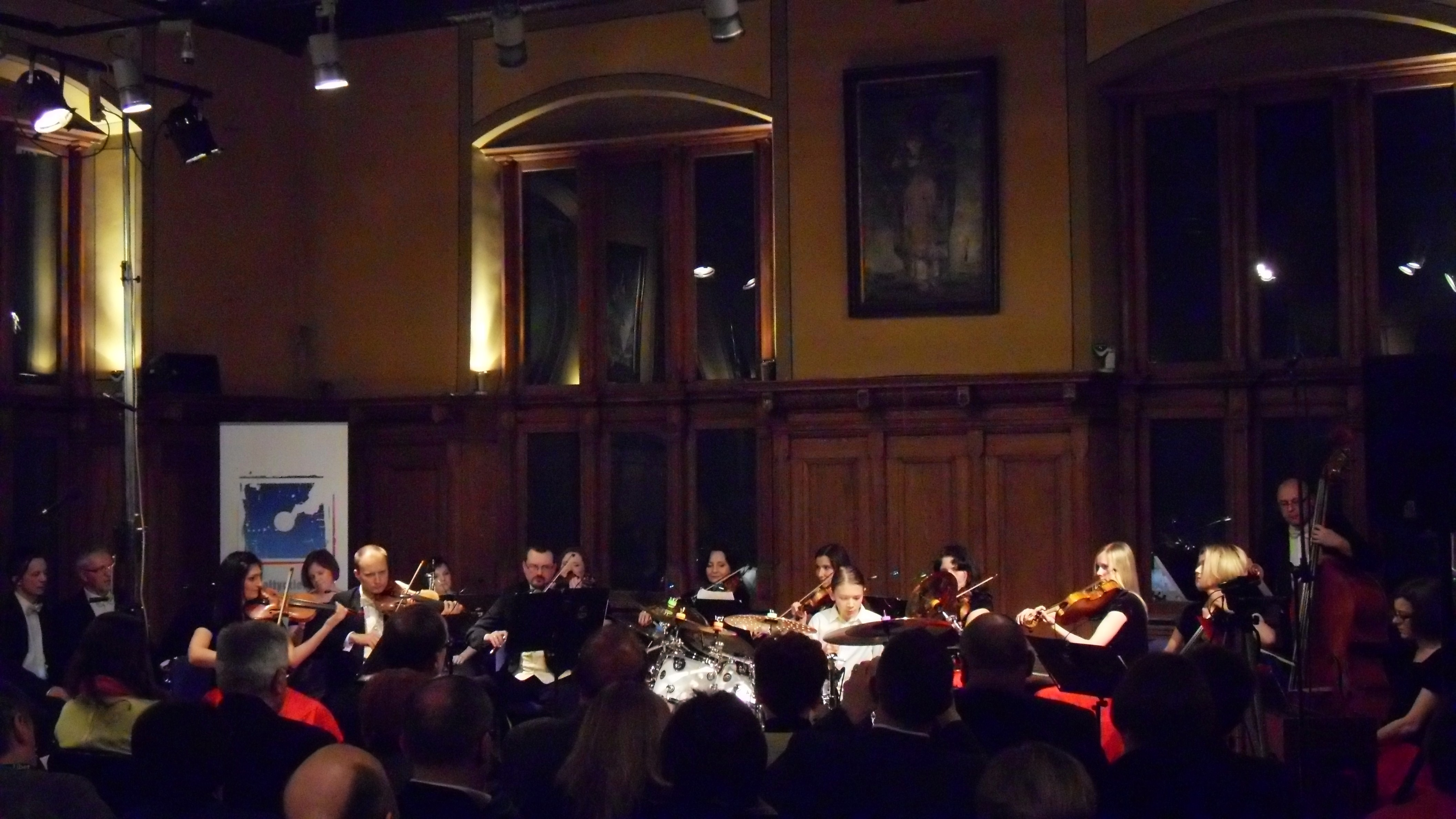
Koncert zespołu

W 2004 roku Cappella Gedanensis wspólnie z Radą Miasta Gdańska zapoczątkowuje cykl koncertów Muzyka w Nowym Ratuszu. Promocja młodych talentów daje szansę działalności koncertowej młodym artystom, m.in. stypendystom i laureatom Nagród Prezydenta Miasta Gdańska. Dokonania młodych artystów i ich mistrzów wydawane są na płytach w ramach projektu Złota Kolekcja Talentów Gdańskich. Prezentacje najmłodszego pokolenia artystów odnoszących sukcesy w konkursach krajowych i zagranicznych, przybliżają społeczeństwu osiągnięcia gdańszczan w dziedzinie kultury.
Zespół obok działalności koncertowej i nagraniowej zrealizował także widowisko poetycko-muzyczne „Kantata na urodziny Króla Augusta III” wspólnie z Teatrem Ekspresji Wojciecha Misiuro, oraz spektakle Katharsis, Solidarni z historią i tradycją, Znaki czasu w reżyserii Wiesława Janasza. Cappella Gedanensis jest zespołem, który gra na instrumentach dawnych oraz współczesnych.
Dyrygentem i dyrektorem artystycznym (od 1992) zespołu jest prof. zw. dr hab. Alina Kowalska-Pińczak, która w 1981 współtworzyła wraz z innymi muzykami (Adam Gosiewski, Piotr Stępień, Romuald Szyszko, Wojciech Zięba) Zespół Muzyki Dawnej Cappella Gedanensis.
Zespół Muzyki Dawnej Cappella Gedanensis jest laureatem wielu prestiżowych nagród i wyróżnień, m.in. w 2005 otrzymał Medal św. Wojciecha, a 22 listopada 2006 – Srebrny Medal „Zasłużony Kulturze Gloria Artis”.